# Tennis Channel Open 1992
Il Tennis Channel Open 1992 è stato un torneo di tennis giocato sul cemento.
È stata la 5ª edizione del Tennis Channel Open,che fa parte della categoria World Series nell'ambito dell'ATP Tour 1992.
Si è giocato a Scottsdale in Arizona dal 24 febbraio al 1º marzo 1992.

## Campioni

### Singolare
Stefano Pescosolido ha battuto in finale  Brad Gilbert con il punteggio di 6–0, 1–6, 6–4

### Doppio
Mark Keil /  Dave Randall hanno battuto in finale  Kent Kinnear /  Sven Salumaa con il punteggio di 4–6, 6–1, 6–2